# Peter Angerer
Peter Angerer (* 14. července 1959 Siegsdorf) je bývalý německý biatlonista, reprezentující západní Německo v letech 1980 až 1988. Po ukončení kariéry provozuje lyžařskou školu v Ruhpoldingu.
Na ZOH 1980 získal bronzovou medaili ve štafetě, v individuálním závodě na 20 km obsadil 27. místo a ve sprintu na 10 km byl osmý. Na ZOH 1984 vyhrál na 20 km, byl druhý ve sprintu a třetí ve štafetovém závodě. Na ZOH 1988, kde byl vlajkonošem západoněmecké výpravy, přispěl ke druhému místu štafety a v obou individuálních závodech skončil na desátém místě.
Na mistrovství světa v biatlonu skončil v roce 1983 druhý na 10 km a třetí na 20 km, má také tři štafetové medaile: stříbro z roku 1981 a bronz z let 1985 a 1987. Na MS 1986 skončil se štafetou rovněž třetí, ale byl diskvalifikován pro užití léku na chřipku obsahujícího zakázané látky.
Ve své kariéře vyhrál jedenáct závodů Světového poháru a v sezóně 1982/83 se stal celkovým vítězem. Také vyhrál v letech 1984 a 1985 Holmenkollenský lyžařský festival.
V roce 1984 získal televizní Cenu Bambi.